# Anton Janša

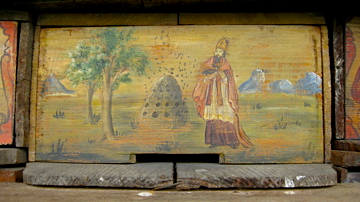
Pintura de colmena, Janša Beehive.

Anton Janša (c. 20 de mayo de 1734 - 13 de septiembre de 1773) fue un apicultor y pintor carniolano, reconocido como pionero de la apicultura moderna y gran experto en el campo. Fue educado como pintor, pero fue empleado como profesor de apicultura en la corte de los Habsburgo, en Viena.[cita requerida]

## Datos biográficos
Anton Janša nació de padres eslovenos en Breznica, Carniola (ahora, en Eslovenia). No se conoce su fecha exacta de nacimiento, pero lo bautizaron el 20 de mayo de 1734. A una edad temprana, él y sus dos hermanos mostraron gran interés en la pintura (tenían un estudio en su establo) y los tres hermanos, a pesar de ser analfabetos, fueron a Viena e ingresaron a la academia de pintores de allí. Su hermano Lovro terminó sus estudios en la academia y se hizo profesor, pero Anton, a pesar de su talento para pintar, pronto descubrió que sus verdaderos intereses estaban en la apicultura. Su interés llegó desde el principio, ya que su padre tenía más de cien colmenas en casa, y los granjeros vecinos se reunían en el pueblo para hablar sobre la agricultura y la apicultura. En 1769, comenzó a trabajar tiempo completo como apicultor, y un año más tarde se convirtió en el primer maestro de apicultura nombrado para todos los austríacos. Mantuvo las abejas en los jardines imperiales (Augarten) y viajó por Austria presentando sus observaciones sobre cómo trasladar colmenas de un espacio a otro. Falleció en Viena.[cita requerida]

## Importancia
Se hizo famoso por sus conferencias en las que demostró su conocimiento sobre las abejas. También escribió dos libros en alemán: Abhandlung vom Schwärmen der Bienen (Análisis sobre apicultura, 1771) y Vollständige Lehre von der Bienenzucht (Guía completa sobre apicultura). Este último se publicó en 1775, después de su muerte, y en éste señaló:

"Las abejas son un tipo de mosca, trabajadora, creada por Dios para proporcionar al hombre toda la miel y la cera necesarias. Entre todos los seres de Dios, no hay ninguno que trabaje y sea tan útil para el hombre y que necesite tan poca atención para su mantenimiento como la abeja."[cita requerida]

La emperatriz María Teresa I de Austria promulgó un decreto después de su muerte con el que se obligaba a todos los maestros de apicultura a usar sus libros.[cita requerida]

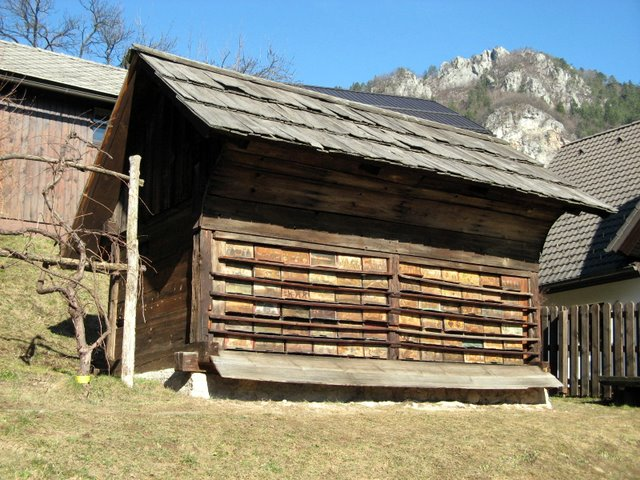
Colmenar de Janša, en Breznica.

En la apicultura, destacó por el hecho de que modificó el tamaño y la forma de las colmenas por otra donde se pudieran apilar juntas como bloques. Como pintor, también decoró los frentes de colmenas con pinturas. Rechazó la creencia de que las abejas macho transportan agua y asumió que la abeja reina se fertiliza en el aire. Abogó por mover las colmenas a pastos.[cita requerida]
La colmena de Janša fue preservada por los apicultores eslovenos, y en 1884 se puso una placa en la casa donde nació. El Museo de Apicultura de Radovljica también lleva su nombre.[cita requerida]